# 酒井直恭
酒井 直恭（さかい なおゆき、享保10年1月16日（1725年2月28日） - 安永6年7月10日（1777年8月12日））は、江戸時代の出羽庄内藩の家老。酒井重一の長子。通称は奥之助。

## 略歴
- 1725年2月28日、酒井重一の嫡男として生れる。
- 1732年、叔父酒井直隆の子酒井忠休が松山藩主の養子となったため、家禄1000石で直隆の家督を継ぐ。
- 1748年、庄内藩亀ヶ崎城代となる。
- 1751年、庄内藩の中老となる。
- 1758年、庄内藩の家老となる。
- 1764年、亀ヶ崎城代を再任し家禄が1200石となる。
- 1777年、死去する。享年53。墓所は山形県鶴岡市。